# AGM-142 해브냅
팝아이 미사일(영어: AGM-142 Have  Nap, Popeye missile)은 이스라엘 라파엘사와 미국 록히드 마틴사가 1985년 공동개발한 공대지 미사일이다. 이스라엘 제품이다. 미공군은 이스라엘로부터 팝아이(=뽀빠이) 미사일을 수입, AGM-142 Have Nap 이라고 명명하였다.
길이 4.82m,지름 53.3cm,무게 1.36t으로 78km를 비행해 표적을 파괴한다. 미사일 머리부분에 TV 시커가 있어 표적을 획득하고 비행은 고체연료 모터로 한다.탄두는 340kg짜리 폭발-파편 탄두나 360kg짜리 I-800 관통탄두가 있다.사정거리 100Km 중장거리 공대지 미사일로 적외선 유도로 지상 및 해상 정밀 폭격이 가능하다.
미공군은 최초에 154발의 미사일을 구입했다. 추가로 54개의 미사일이 1999년 중반까지 생산되는데 그것은 미국 앨라버마주 트로이에 위치한 록히드 마틴의 미사일 공장에서 처음 생산되는 것이다.

## 역사
팝아이는 이스라엘의 공대지 스탠드오프 미사일로서, 미 공군의 제식명칭은 AGM-142이다. 이 미사일은 미 공군의 B-52 폭격기의 재래식 정밀 공격 능력을 향상시키는 가장 큰 사업으로서 채택되었다.
1980년대 말에 이스라엘 라파엘사는 피라미드 유도 폭탄의 전자광학(electro-optically: TV) 유도장치를 기반으로 팝아이(팝아이) 미사일을 개발했다. 팝아이는 TV 시커를 가지고 있으며, 영상은 오퍼레이터에 의해 목표물을 획득하는 데 사용된다. 양방향 데이터링크를 통해, 발사전이나 후에 선택된 목표물을 락온한다. 1989년부터 미사일이 생산되기 시작했다.
1988년, 미 공군의 B-52G/H 전략폭격기의 재래식 능력을 향상하기 위한 Have Nap 프로그램을 위해 팝아이가 채택되었다. 미 공군은 공식적인 제식명칙으로 AGM-142A Raptor 라고 정했다. 그러나 랩터는 후에 F-22에 이름이 붙여지므로 인해, 현재는 보통, 그 프로젝트 이름을 붙여서, AGM-142 Have Nap 이라고 부른다. 해브 냅은 1992년에 미공군에 실전배치되었다.
팝아이 미사일은 WPU-14/B 추진체 부분에서 하나의 고체연료 로켓 모터를 사용한다. 340 kg (750lb) blast-fragmentation 탄두는 tail-mounted FMU-124C/B 접촉신관에 의해 점화된다. 정확도는 대략 3m (10ft) CEP로 알려져 있다. 훈련용 모의탄은 ATM-142A이며, CATM-142A, DATM-142A 역시 지상 훈련용이다.

## 시리즈
- AGM-142A: TV 시커를 사용하며, 340 kg (750 lb) blast-fragmentation 탄두를 사용한다.
- AGM-142B: AGM-142A의 TV(전자광학식) 시커를 IIR (Imaging Infrared:적외선 영상) 시커로 교체했다.
- AGM-142C: TV 시커를 사용하며, 770 lb "I-800" penetrator 탄두를 사용한다.
- AGM-142D: IIR 시커를 사용하며, 770 lb "I-800" penetrator 탄두를 사용한다.
- AGM-142E: 오스트레일리아 수출용, Z-seeker, 오스트레일리아 공군의 F-111C에 맞도록 수정, 770 lb "I-800" 관통형(penetrator) 탄두.
- AGM-142F: 이스라엘 수출용, clipped wings, 새로운 Z-seeker, 770 lb "I-800" 관통형(penetrator) 탄두.
- AGM-142G : 대한민국 수출용, "I-800" warhead, 새로운 CCD 시커, 대한민국 공군의 F-4E에 맞도록 소프트웨어 변경,관통 탄두 장착
- AGM-142H : 대한민국 수출용, Z-seeker를 사용하는 점 말고는 AGM-142G와 동일,시커만 바꾸었다.

한국은 소형화해 일반 전투기에 탑재할 수 있도록 하고 사거리를 130km로 늘린 팝아이2도 수입했다.

## 제원
주의사항: 소스마다 정보가 상이하기에, 정확한 수치는 아니다.
- 사정거리: 50nm (80km)
- 목표물 : Mobile soft, fixed hard, fixed soft, maritime surface
- 중량: 3,000lbs (1,360kg)
- 길이: 190inches (15ft 10inches, 4.83m)
- 직경: 21inches (53.3 cm)
- 날개폭: 78inches (5ft 8inches, 1.72m)
- 대당 구매가격: $1.54 million
- 대당 생산가격: $1.02 million
- 엔진: 고체추진 로켓모터
- 탄두:
  - AGM-142A/B: 340kg (750lb) blast-fragmentation (750lbs / 340kg)
  - AGM-142C/D: 350kg (770lb) "I-800" penetrator
  - 두 종류의 탄두가 텔레비전 시커 또는 적외선영상 시커에 의해 사용가능

## 팝아이-2
팝아이-2(Popeye II 또는 Popeye-2)는 보다 첨단기술을 적용하여, 소형화를 통해 일반 소형 전투기에 탑재가능하게 하였으며, 사정거리도 150 km로 연장하였다. Have Lite로 불린다. 일부에서는 AGM-142B라고 부르기도 하지만, 미국에서는 아직까지 공식적으로 제식명칭이 부여된 적이 없다. 인도, 터키, 대한민국에 수출되었다.
Popeye II Have Lite
HAVE LITE는 록히드 마틴과 라파엘의 합작법인인 PGSUS사에 의해 판매되고 있다. 해브 라이트를 사용하면, 전투기는 장거리에 떨어진 중요한 지상과 해상의 목표물들을 공격하고 파괴할 수 있다. 예를 들면, 벙커, 발전소, 미사일 기지, 교량, 배 등이다.
GPS의 도움을 받는 INS에 의해 중간코스가 자동 유도된다. Have Lite는 AGM-142의 크기와 무게를 줄인 버전이다. 이것은 전투기 조종사에게 정밀공격 능력을 부여한다. 종말 유도 단계에서 특히 높은 생존성을 갖는다. 파편 폭풍형(blast fragmentation) 또는 관통형(penetrating) 탄두는 견고하거나 견고하지 않은 목표물들에게 효과적이다.

### 팝아이-2 제원
- 사정거리: 150km
- 길이: 4.27m (14ft)
- 무게: 1130kg (2500lb)

## 팝아이 I, II의 비교
|          | Popeye    | Popeye    | Popeye II | Popeye II |
| Have Nap | Have Nap  | Have Lite | Have Lite |           |
| 사정거리 | 50nm      | 80km      | -         | 150km     |
| 길이     | 15ft 10in | 4.83m     | 14ft      | 4.27m     |
| 무게     | 3000lb    | 1360kg    | 2500lb    | 1130kg    |
| 직경     | 21in      | 53.3cm    |           |           |
| 폭       | 5ft 8in   | 1.72m     |           |           |

## 도입국 (가나다 순)
- 대한민국: 팝아이를 구입한 데 이어서, 팝아이-2도 구입했다.
- 미국: 미공군에 500발 이상이 인도되었다. 미국은 점차적으로 AGM-158 JASSM으로 교체해 나갈 것이다.
- 오스트레일리아
- 이스라엘
- 인도: 팝아이-2
- 터키: 터키는 팝아이와 팝아이-2를 합쳐 총 5억 달러 상당의 미사일을 구입했다.

## 참고자료
1. Directory of U.S. Military Rockets and Missiles
2. Hajime Ozu: "Missile 2000 - Reference Guide to World Missile Systems", Shinkigensha, 2000
3. John Pike: GlobalSecurity.org Website
4. Department of Defense Missile Nomenclature Records

## 같이 보기
- 돌핀급 잠수함: 이스라엘은 팝아이 핵미사일을 수중에서 발사할 수 있는 디젤 잠수함을 독일로부터 구매하였다.
- 라드 미사일
- 제17전투비행단